# Кандауров Сергій Вікторович
Сергій Вікторович Кандау́ров (нар. 2 грудня 1972 року, Желєзногорськ Курської області СРСР) — український футболіст, тренер.

## Біографія

### Кар'єра футболіста
Після ігор за «Металіст» у чемпіонатах СРСР і України протягом 1993–1997 рр. виступав за ізраїльський «Маккабі» (Хайфа):
- сезон 1993–1994 рр.: 35 ігор (10 голів) у Чемпіонаті, 2 (2) у Кубку, 6 (1) у Єврокубках;
- сезон 1994–1995 рр.: 25 (8) у Чемпіонаті, 5 (6) у Кубку, 1 (0) у Єврокубках;
- сезон 1995–1996 рр.: 23 (11) у Чемпіонаті, 3 (3) у Кубку, 4 (0) у Єврокубках;
- сезон 1996–1997 рр.: 24 (7) у Чемпіонаті, 2 (0) у Кубку, 2 (0) у Єврокубках;
- сезон 1997–1998 рр. (осінь): 11 (5) у Чемпіонаті, 1 (0) у Єврокубках.

Трансфер із «Маккабі» в португальську «Бенфіку» склав 1-1,5 мільйонів доларів США:
- сезон 1997–1998 рр. (весна): 7 ігор (1 гол) у Чемпіонаті, 2 (0) у Кубку;
- сезон 1998–1999 рр.: 22 (5) у Чемпіонаті, 2 (0) у Кубку, 3 (0) у Єврокубках;
- сезон 1999–2000 рр.: 31 (6) у Чемпіонаті, 2 (0) у Кубку, 4 (1) у Єврокубках;
- сезон 2000–2001 рр. (осінь): 8 (0) у Чемпіонаті, 7 (0) у Кубку, 1 (0) у Єврокубках.

Навесні 2001 р. знову почав грати за «Металіст», але в 2002 році знову повернувся до ізраїльської першості («Ашдод»). Перед завершенням ігрової кар'єри 2006 року в харківському «Геліосі» встиг другий раз зіграти в першості Португалії (за «Салгейруш»).
Всього в єврокубках зіграв 22 гри, забив 2 голи.
За національну збірну України зіграв 6 матчів:
| Дата              | Статус | Суперник | Рахунок | Замінений, хв | Вийшов на заміну, хв |
| ----------------- | ------ | -------- | ------- | ------------- | -------------------- |
| 26 серпня 1992    | ТМ     | Угорщина | 1:2     | -             | 64                   |
| 28 жовтня 1992    | ТМ     | Белорусь | 1:1     | -             | 46                   |
| 27 квітня 1993    | ТМ     | Ізраїль  | 1:1     | 45            | -                    |
| 13 листопада 1999 | ЧЄ     | Словенія | 1:2     | 57            | -                    |
| 17 листопада 1999 | ЧЄ     | Словенія | 1:1     | 45            | -                    |
| 31 травня 2000    | ТМ     | Англія   | 0:2     | 64            | -                    |

У 1994 році зіграв навіть одну гру за молодіжну збірну Росії.

### Кар'єра тренера
В 2007–2008 рр. працював головним тренером харківського «Арсенала». 26 квітня 2009 року був представлений новим головним тренером харківського «Геліоса». 13 вересня 2010 року після домашньої поразки від футбольного клубу «Львів» Кандауров подав у відставку.

### Титули та досягнення
Чемпіон Європи (U-18) 1990 р. у складі юніорської збірної СРСР. У складі «Металіста» — фіналіст першого розіграшу Кубка України 1992 р. У складі «Маккабі» з Хайфи став чемпіоном Ізраїлю 1994 р., срібним призером Чемпіонату Ізраїлю, володарем Кубка Ізраїлю та «найкращим легіонером» 1995 р.

## ЄВРО-2012
Під час проведення фінальної частини європейського чемпіонату, залучався експертом на порталі інформаційного агентства «Спорт України» для коментарів щодо проведених матчів за участю збірних учасниць ЄВРО-2012. Брав участь як експерт на ТРК «Україна» в програмі «Великий футбол».